# Gekijōban Naruto shippūden
Gekijōban Naruto shippūden (jap. 劇場版 NARUTO −ナルト− 疾風伝) jest czwartym filmem pełnometrażowym, który powstał na podstawie mangi Naruto autorstwa Masashiego Kishimoto. Jego premiera w Japonii odbyła się 4 sierpnia 2007 r. Film został wydany na DVD 23 kwietnia 2008 r.

## Fabuła
Akcja filmu dzieje się po odcinku 32., po wykonaniu misji mającej na celu uratowanie Gaary. Główną bohaterką jest kapłanka Shion, dziewczynka mająca moc widzenia przyszłości (w swoich snach). Celem drużyny Naruto jest ochrona kapłanki, która jest kluczem do zapieczętowania potężnego demona – Mōryō oraz jego armii duchów. Podczas wykonywania misji Shion widzi w swoich snach, że Naruto ginie z rąk demona. Jedynym sposobem by się to nie wydarzyło wydaje się śmierć kapłanki. Naruto postanawia zmienić tę przepowiednię i pomóc Shion.

## Bohaterowie
| Postacie       | Dubbing japoński   | Dubbing amerykański |
| -------------- | ------------------ | ------------------- |
| Naruto Uzumaki | Junko Takeuchi     | Maile Flanagan      |
| Sakura Haruno  | Chie Nakamura      | Kate Higgins        |
| Rock Lee       | Yōichi Masukawa    | Brian Donovan       |
| Neji Hyuga     | Kōichi Tōchika     | Steve Staley        |
| Tsunade        | Masako Katsuki     | Debi Mae West       |
| Shizune        | Keiko Nemoto       | Megan Hollingshead  |
| Chōji Akimichi | Kentarō Itō        | Robbie Rist         |
| Shikamaru Nara | Shōtarō Morikubo   | Tom Gibis           |
| Shion          | Ayumi Fujimura     |                     |
| Miroku         | Fumiko Orikasa     |                     |
| Setsuna        | Katsuyuki Konishi  |                     |
| Gitai          | Kishō Taniyama     |                     |
| Shizuku        | Miyuki Sawashiro   |                     |
| Kusuna         | Tetsuya Kakihara   |                     |
| Yomi           | Hidetoshi Nakamura |                     |
| Mōryō          | Seizō Katō         |                     |